# Шиманская, Анна Ивановна
Анна Ивановна Шиманская (укр. Ганна Іванівна Шиманська, 1915 год, село Стефкова, Австро-Венгрия — 16 октября 1973, село Михайлевичи Самборского района) — колхозница, звеньевая колхоза имени Жданова Рудковского района Дрогобычской области, УССР. Герой Социалистического Труда (1954). Депутат Верховного Совета УССР 4 созыва.

## Биография
Родилась в 1915 году в крестьянской семье в селе Стефкова, Австро-Венгрия (сегодня — гмина Ольшаница Лесковского повята, Подкарпатское воеводство, Польша). Батрачила с молодых лет.
В 1946 году вместе со семьёй переселена в рамках акции «Висла» с территории Польши в село Михайлевичи Рудковского района Дрогобычской области. Устроилась на работу в колхоз имени Жданова Рудковского района. В 1949 году назначена звеньевой свекловодческой бригады.
В 1953 году звено, руководимое Анной Шиманской, собрало в среднем по 600,8 центнеров сахарной свеклы с каждого гектара с участка площадью 5 гектаров, за что была удостоена в 1954 году звания Героя Социалистического Труда.
27 февраля 1955 года была избрана депутатом Верховного Совета УССР 4-го созыва от Рудковского избирательного округа № 93 Дрогобычской области.

## Награды
- Герой Социалистического Труда — указом Президиума Верховного Совета СССР от 27 июля 1954 года
- Орден Ленина